# قضاء المدائن
قضاء المدائن أحد الأقضية الواقعة جنوب شرق بغداد عاصمة العراق مركزه مدينة المدائن ويحدّه من الشمال الشرقي محافظة ديالى ومن الجنوب الشرقي محافظة واسط ويبلغ عدد سكانه حوالي 434 ألف نسمة وتتبع له ناحيتي جسر ديالى والوحدة .

## التاريخ
مدينة قطيسفون (المدائن) التي بناها الإغريق قبل الميلاد وورثها الفرس، والتي استمرت كمركز رئيسي للبلاد حتى حلت محلها بغداد في القرن الثامن.

## المعالم
من أبرز معالم القضاء مسجد سلمان الفارسي ومرقد حذيفة بن اليمان والصحابي جابر بن عبد الله الأنصاري وضريح علي الطاهر بن الإمام الباقر وطاق كسرى ومحمية كصيبة الطبيعية و يعتبر جسر ديالى الذي بني قبل 100 سنة من المعالم القديمة في المدينة.

## النواحي
التعداد السكاني الكامل لعام 2014 لقضاء المدائن بحسب التعداد السكاني لمحافظة بغداد عام 2011
- ناحية جسر ديالى (170 ألف نسمة)
- ناحية سلمان باك (76 ألف نسمة)
- ناحية الوحدة (201 ألف نسمة)
- ناحية النهروان (70 ألف نسمة )